# Євпаторійський дендропарк
Євпаторійський дендропарк (крим. Kezlev ağaç park) — пам'ятка природи місцевого значення в Україні. Розташований в межах Євпаторії Автономної Республіки Крим.
Площа 3,2 га. Перебуває у віданні ТОВ «Парк розваг».
Тут у «спартанських» умовах на кам'янисто-глинистому ґрунті росте понад 280 порід дерев і чагарників: клени, сосни і кипариси, ялівці і горіхи, акації та шовковиці, ясени, глод, троянди, лаванди. Є і південніші мешканці: агави, алое, цереуси змієподібні і стовпчасті; чудесно тут почуваються екзотичні пальми, інжир і мигдаль, гранат і платан, дерево-довгожитель — вічнозелений тис ягідний. Софора японська, родичка акації, прикрасила багато вулиць і проспекти міста. Чимало дерев, що ростуть тут, відносяться до розряду реліктових.

## Галерея

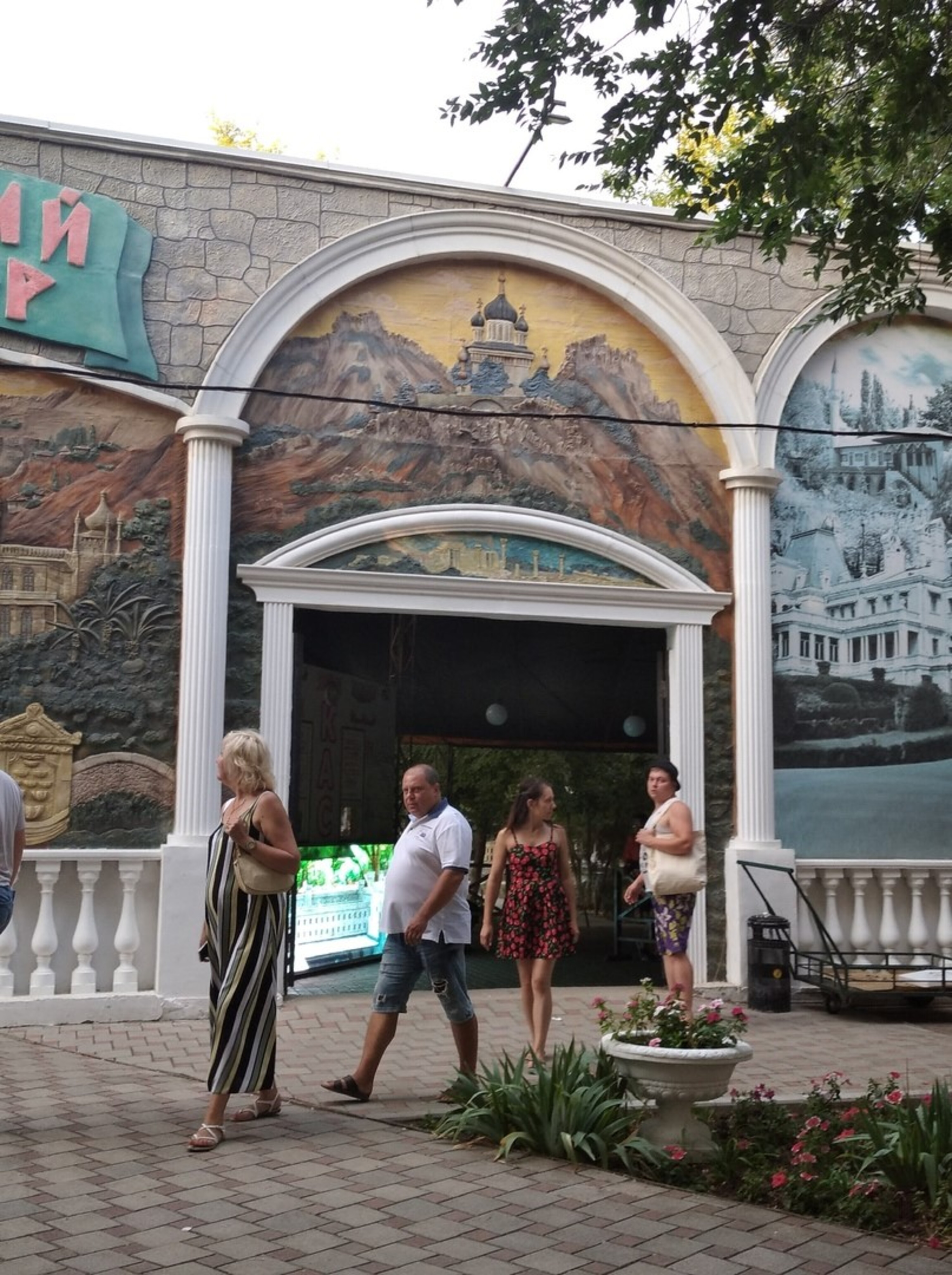
Поблизу входу в Євпаторійський парк
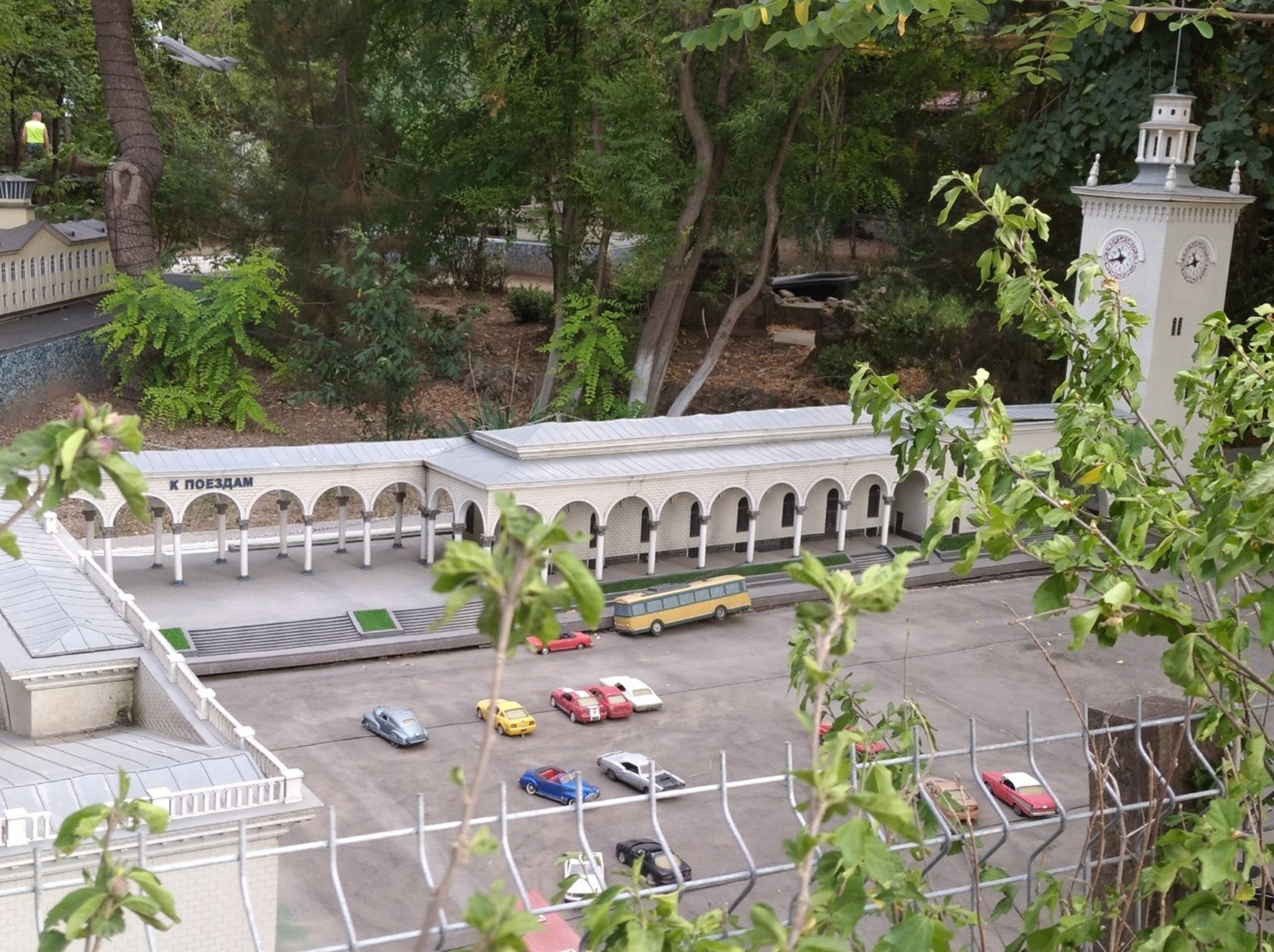
Мініатюри в Євпаторійському дендропарку
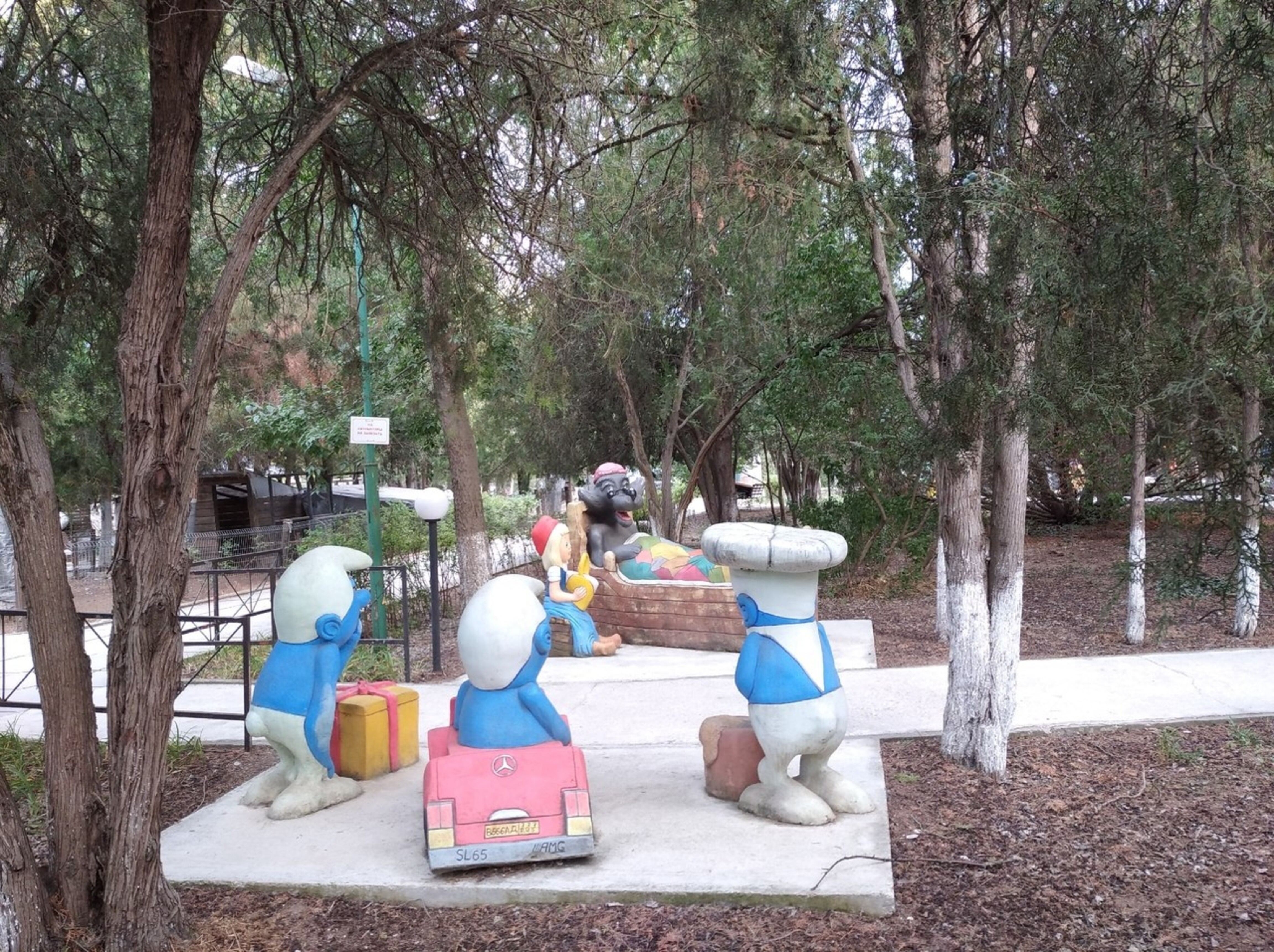
Герої з мультфільмів у Євпаторійському дендропарку
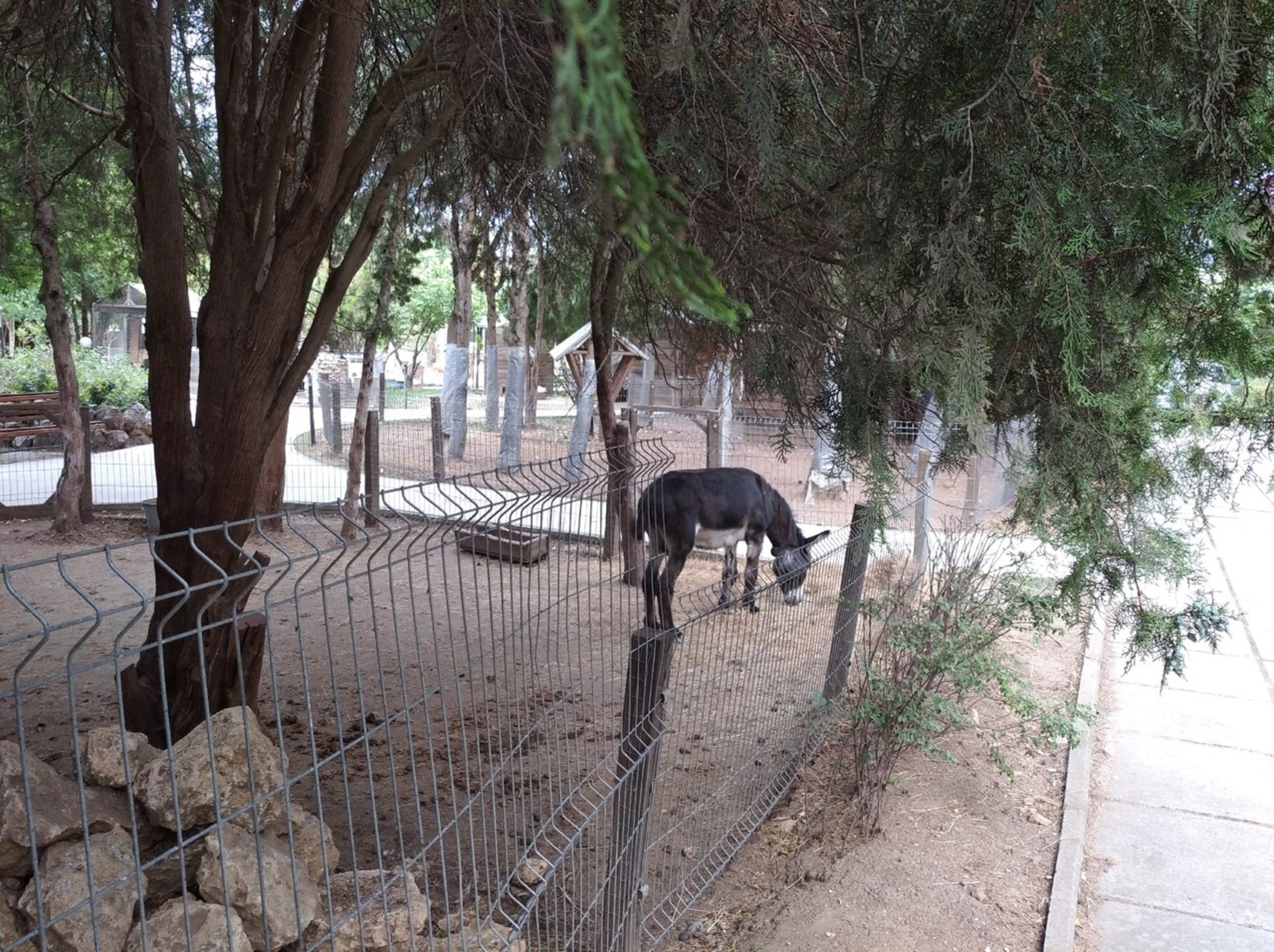
Євпаторійський дендропарк